# Europacup II 1986/87
De 27ste editie van de Beker der Bekerwinnaars werd gewonnen door het Nederlandse Ajax Amsterdam in de finale tegen het Oost-Duitse Lokomotive Leipzig.

## Eerste ronde
| Team #1            | Tot.             | Team #2                  | 1ste wed | 2de wed |
| ------------------ | ---------------- | ------------------------ | -------- | ------- |
| AS Roma            | 2 - 2 (3-4 n.p.) | Real Zaragoza            | 2 - 0    | 0 - 2   |
| Żurrieq FC         | 0 - 7            | Wrexham AFC              | 0 - 3    | 0 - 4   |
| B 1903             | 1 - 2            | Vitosha Sofia            | 1 - 0    | 0 - 2   |
| Vasas SC           | 4 - 5            | Velez Mostar             | 2 - 2    | 2 - 3   |
| 17 Nëntori Tirana  | 3 - 1            | Dinamo Boekarest         | 1 - 0    | 2 - 1   |
| Malmö FF           | 7 - 2            | Apollon Limassol FC      | 6 - 0    | 1 - 2   |
| Bursaspor          | 0 - 7            | Ajax Amsterdam           | 0 - 2    | 0 - 5   |
| Olympiakos Piraeus | 6 - 0            | Union Luxemburg          | 3 - 0    | 3 - 0   |
| SL Benfica         | 4 - 1            | Lillestrøm SK            | 2 - 0    | 2 - 1   |
| Waterford United   | 1 - 6            | Girondins de Bordeaux    | 1 - 2    | 0 - 4   |
| Haka Valkeakoski   | 3 - 5            | Torpedo Moskou           | 2 - 2    | 1 - 3   |
| VfB Stuttgart      | 1 - 0            | TJ Spartak Trnava        | 1 - 0    | 0 - 0   |
| SK Rapid Wien      | 7 - 6            | Club Brugge              | 4 - 3    | 3 - 3   |
| Glentoran FC       | 1 - 3            | 1. FC Lokomotive Leipzig | 1 - 1    | 0 - 2   |
| Fram Reykjavík     | 0 - 4            | GKS Katowice             | 0 - 3    | 0 - 1   |
| Aberdeen FC        | 2 - 4            | FC Sion                  | 2 - 1    | 0 - 3   |

## Tweede Ronde
| Team #1           | Tot.             | Team #2                  | 1ste wed | 2de wed      |
| ----------------- | ---------------- | ------------------------ | -------- | ------------ |
| Real Zaragoza     | 2 (uitgoals) - 2 | Wrexham AFC              | 0 - 0    | 2 - 2 (n.v.) |
| Vitosha Sofia     | 5 - 4            | Velez Mostar             | 2 - 0    | 3 - 4        |
| 17 Nëntori Tirana | 0 - 3            | Malmö FF                 | 0 - 3    | 0 - 0        |
| Ajax Amsterdam    | 5 - 1            | Olympiakos Piraeus       | 4 - 0    | 1 - 1        |
| SL Benfica        | 1 - 2            | Girondins de Bordeaux    | 1 - 1    | 0 - 1        |
| Torpedo Moskou    | 7 - 3            | VfB Stuttgart            | 2 - 0    | 5 - 3        |
| SK Rapid Wien     | 2 - 3            | 1. FC Lokomotive Leipzig | 1 - 1    | 1 - 2 (n.v.) |
| GKS Katowice      | 2 - 5            | FC Sion                  | 2 - 2    | 0 - 3        |

## Kwartfinale
| Team #1                  | Tot.             | Team #2        | 1ste wed | 2de wed |
| ------------------------ | ---------------- | -------------- | -------- | ------- |
| Real Zaragoza            | 4 - 0            | Vitosha Sofia  | 2 - 0    | 2 - 0   |
| Malmö FF                 | 2 - 3            | Ajax Amsterdam | 1 - 0    | 1 - 3   |
| Girondins de Bordeaux    | 3 (uitgoals) - 3 | Torpedo Moskou | 1 - 0    | 2 - 3   |
| 1. FC Lokomotive Leipzig | 2 - 0            | FC Sion        | 2 - 0    | 0 - 0   |

## Halve Finale
| Team #1               | Tot.             | Team #2                  | 1ste wed | 2de wed      |
| --------------------- | ---------------- | ------------------------ | -------- | ------------ |
| Real Zaragoza         | 2 - 6            | Ajax Amsterdam           | 2 - 3    | 0 - 3        |
| Girondins de Bordeaux | 1 - 1 (5-6 n.p.) | 1. FC Lokomotive Leipzig | 0 - 1    | 1 - 0 (n.v.) |

## Finale
| Team #1 | Uitsl. | Team #2                  |
| ------- | ------ | ------------------------ |
| Ajax    | 1 - 0  | 1. FC Lokomotive Leipzig |

| Europacup II 1986/87  |
| --------------------- |
| AFC Ajax Eerste titel |